# 元液
元液（495年—528年5月17日），字灵和，河南郡洛阳县（今河南省洛阳市东）人，追尊魏景穆帝拓跋晃曾孙，北魏步兵校尉、城门校尉元坦之子，北魏宗室、官员。

## 生平
神龟初年，司徒、江阳王元继征召元液出任司徒外兵参军。正光年间，北魏边境受到柔然多次侵犯，元液获车骑大将军、大都督、仪同李崇任命为开府属、加征虏将军，随李崇讨伐柔然。李崇因为患病被征召回京，元液作为府属原本也要跟随返回京城。大都督、大行台、广阳王元渊继任北伐统帅，他认为元液长时间参与军事谋划，因此任命元液署理平北将军、别将，继续跟随讨伐柔然。平叛过程中，元液察觉到元渊的不臣之心，以生病为借口返回京城， 随后元渊在战乱中被杀，当时的舆论都佩服元液有先见之明。建义元年四月十四日（528年5月17日），元液在河阴之变中遇害，虚岁三十四。永安三年二月十三日（530年3月27日）迁葬于长陵东岗，朝廷赠予使持节、镇东将军、冀州刺史、长平县开国男，谥号贞。《元液墓誌》於1929年洛陽出土，誌石高62厘米、寬73厘米。誌文正書，36行，行31字。

## 家庭

### 曾祖
- 拓跋晃，北魏世宗景穆皇帝[2]

### 祖父母
- 拓跋子推，北魏使持节、都督中外诸军事、开府仪同三司、中都大官、长安镇都大将、青雍二州刺史、京兆康王[2]
- 渤海吴氏[1]，北魏冠军将军、建宁鲁郡二郡太守、南宫子吴迁之女[2]

### 父母
- 元坦，北魏步兵校尉、城门校尉，死后赠予冠军将军、沧州刺史，谥号宣[2]
- 渤海吴氏[1]，赠予第一女郎，北魏北京子都将、昌平太守，死后赠予征虏将军、青州刺史吴丑之女[2]

### 夫人
- 长乐冯氏，北魏太师冯熙孙女，内小内行、给事中冯次兴之女[2]